# 雷恩特里普蘭泰申 (密蘇里州)
雷恩特里普蘭泰申（英語：Raintree Forest）是位於美國密蘇里州傑佛遜縣的普查規定居民點。

## 人口
根據2020年美國人口普查的數據，雷恩特里普蘭泰申的面積為5.79平方千米，當中陸地面積為5.06平方千米，而水域面積為0.73平方千米。當地共有人口1996人，而人口密度為每平方千米344.73人。